# جائزة اليابان الكبرى 1991
جائزة اليابان الكبرى 1991 هو سباق فورمولا 1 أقيم بتاريخ 20 أكتوبر 1991 في اليابان. كان الخامس عشر من أصل 16 في بطولة العالم لسباقات الفورمولا واحد موسم 1991. حلّ النمساوي غيرهارد بيرغر أولا بينما جاء البرازيلي آيرتون سينا في المركز الثاني وحصل على المركز الثالث الإيطالي ريكاردو باتريس.